# Jim Doehring
James Doehring (Santa Barbara, 27 giugno 1962) è un ex pesista statunitense, vincitore di un argento olimpico nel 1992 e un argento mondiale indoor nel 1993.
Nel dicembre 1990 è stato squalificato due anni per doping.

## Palmarès
| Anno | Manifestazione  | Sede       | Evento         | Risultato | Misura  | Note |
| ---- | --------------- | ---------- | -------------- | --------- | ------- | ---- |
| 1988 | Olimpiadi       | Seul       | Getto del peso | 11º       | 19,89 m |      |
| 1992 | Olimpiadi       | Barcellona | Getto del peso | Argento   | 20,96 m |      |
| 1993 | Mondiali indoor | Toronto    | Getto del peso | Argento   | 21,08 m |      |